# ثعلبية المروج
ثَعْلَبِيَّةُ المُرُوجِ  أو ذَنَبُ الثَّعْلَبِ أو سُبَّيْلَة نوع نباتي عشبي من جنس الثعلبية، ينتمي إلى الفصيلة النجيلية، واسمه العلمي (باللاتينية: Alopecurus pratensis) و(بالإنجليزية: Meadow Foxtail)‏. وهو عشبة معمرة تزرع في المراعي أو لإنتاج الأعلاف. موطنه الأصلي آسيا وأوروبا.

## الموئل والانتشار
موطن النبات في المغرب العربي وتركيا وأوروبا.